# 潘志立
潘志立（1964年9月—），男，江苏海安人，中国政治人物。曾任贵州省独山县县委书记、黔南布依族苗族自治州人民政府副州长等职。

## 生平

### 江苏省经历
1964年9月，潘志立出生于江苏省海安县，1985年7月参加工作，1989年1月加入中国共产党。2007年3月至2010年7月，任江苏省海安县城东镇党委书记、海安经济开发区管委会常务副主任（后于2007年8月升职为主任）、党工委副书记。

### 贵州省经历
2010年，贵州省开始从江苏、浙江、山东、河北、重庆引进党政干部担任县委书记。时任海安经济开发区管委会主任潘志立此时调任至独山县，担任县委书记。2014年2月，开始兼任独山经济开发区党工委书记。2014年9月17日，黔南州十三届人大常委会第十九次会议决定任命潘志立为黔南州人民政府副州长。2015年9月，卸任黔南州人民政府副州长职务。
2016年，独山县在当年扶贫开发工作成效考核中被评为“综合评价较差的县”之一，潘志立因此在贵州省举行的第三次大扶贫战略行动推进大会上进行公开检讨。

### 落马
潘志立任职独山时，修建了“天下第一水司楼”“独山大学城”等耗费巨大但尚未完工的建筑，并大肆借债，导致独山县债务高达400多亿元，其中绝大多数债务融资成本超过10%，引发债务问题。
2018年9月6日，黔南州纪委监委网站发布情况通报：2018年8月27日，国务院第24督查组在独山县实地暗访时，发现独山县存在对违法用地虚假整改问题，并免去独山县多名领导干部职务。12月，潘志立被免去独山县委书记职务。2019年3月19日，贵州省监察委员会通报，潘志立涉嫌严重违纪违法，正在接受贵州省纪委监委纪律审查和监察调查。8月1日，贵州省监察委员会通报，潘志立被开除党籍和公职，终止其中共贵州省第十二次、黔南州第十一次、独山县第十二次代表大会代表资格，并收缴其违纪违法所得。8月12日，潘志立涉嫌受贿、滥用职权案由贵州省监察委员会调查终结，移送贵州省安顺市人民检察院审查起诉，安顺市人民检察院依法以涉嫌受贿罪、滥用职权罪对潘志立作出逮捕决定。10月16日，该案由安顺市人民检察院依法向安顺市中级人民法院提起公诉。2020年1月7日，安顺市中级人民法院一审公开开庭审理该案。